# Julien Correia
Pour les articles homonymes, voir Correia.
Julien Correia (né le 14 janvier 1988 à Rouen en Seine-Maritime) est un joueur français de hockey sur glace. Il évolue actuellement dans le club des Rapaces de Gap.

## Carrière de joueur
Après son hockey mineur au club de Rouen, il est prêté une saison au Havre en Division 2.
En 2007, il rejoint le club des Rapaces de Gap en Division 1. Il termine avec un bilan de 26 matchs, 2 buts et 4 assistances en phase régulière et lors des play-off, il marqua un but en 4 matchs (contre les Boxers de Bordeaux).
Avec les espoirs, il inscrit 11 buts et 20 assistances en 15 matchs, finissant meilleur pointeur de l'équipe et 7e du championnat.
En 2008, il est sur la seconde ligne du bloc offensif gapençais aux côtés de Keenan Hopson et Jiří Jelen. Ses statistiques se sont nettement améliorées, puisqu'il rend une fiche de 17 buts et 22 passes décisives en 26 matchs. Il marque son premier but contre les Jets de Viry lors de la première journée de championnat . Le week-end suivant, contre les Vipers de Montpellier, il inscrit son premier doublé de la saison .
En série éliminatoire, il marque 3 buts pour 4 assistances en 6 matchs.
Il fut un artisan de la montée en Ligue Magnus du club haut-alpin à l'issue de la saison 2008-2009.
Avec l'équipe espoirs, il marque à 22 reprises pour 13 passes décisives en 17 matchs et fini 3e meilleur pointeur du championnat derrière Mathieu Reverdin et Thibaut Sage-Vallier.
En 2009, pour sa première saison complète en Ligue Magnus, Julien Correia fut associé à Jiří Jelen et à Jiří Rambousek sur le premier trio d'attaque. Il marque son premier but de la saison face à Strasbourg le 31 octobre 2009, permettant ainsi à son club de gagner son premier match. 3 semaines plus tard, il inscrit contre les Diables Rouges de Briançon un but au bout de 21 seconde de jeu  sur une passe de son compère d'attaque Jiří Rambousek. Le 4 décembre 2009, il marque son premier doublé en championnat face à l'Avalanche du Mont-Blanc. Une semaine plus tard, il récidive face à Amiens, ce qui permet au club haut-alpin de gagner son premier match à l'extérieur de la saison.
Avec l'équipe première, il finit la saison en étant le second pointeur des Rapaces en championnat avec un total de 12 buts, 11 assistances en 25 matchs. En Coupe de la Ligue de hockey sur glace, il affiche un bilan de 2 buts et 4 passes décisives en 8 matchs.
Avec l'équipe espoirs du club, il termine meilleur pointeur en saison régulière avec un total de 24 buts, 27 aides (51 points) en 19 matchs juste devant son complice de l'attaque gapençaise Mathieu André.
En 2010, avec le retour de Patrick Turcotte aux commandes de l'équipe gapençaise, Julien Correia est utilisé sur le 3e bloc offensif avec Romain Moussier et Jérémie Paradis. Il marque à 5 reprises dont un doublé contre Mont-Blanc lors de la 20e journée de championnat. En quart de finale, contre sa future équipe de l'Étoile noire de Strasbourg, il marque 1 but et délivre 3 passes décisives. Les gapençais perdent la série 3 victoires à 2. Le 30 avril 2011, Strasbourg officialise son arrivée en Alsace.
En 2011, il est rapidement intégré au jeu strasbourgeois prôné par Daniel Bourdages. Pour son premier match officiel sous ses nouvelles couleurs en Coupe de la Ligue, il inscrit 2 notions d'assistances lors de la défaite de son équipe face à Dijon 3 à 2. Il termine meilleur pointeur de son équipe dans cette compétition avec 4 buts et 2 aides (6 points). En Ligue Magnus, avec Élie Marcos et Pierre-Antoine Devin sur son trio, il marque à 3 reprises pour 11 passes décisives. Les strasbourgeois sont éliminés par les Gothiques d'Amiens malgré 1 but et 3 passes de Julien Correia. À la fin de la saison, il signe un nouveau contrat d'une année avec son équipe.
En 2017, il remporte avec les Lions de Lyon la Coupe de France et termine co-meilleur pointeur du championnat de France avec le grenoblois Alexandre Giroux, totalisant 58 points (18 buts et 40 aides). Récompensé du trophée Albert-Hassler désignant le meilleur joueur français il est appelé pour la première fois en Équipe de France en préparation du mondial.

## Carrière internationale
Il a représenté l'Équipe de France de hockey sur glace au Championnat du monde moins de 18 ans de hockey sur glace 2005 à Maribor en Slovénie et au Championnat du monde moins de 18 ans de hockey sur glace 2006 à Miskolc en Hongrie.

## Trophées et honneurs personnels
- 2008-2009 :
  - Champion de France de Division 1 avec les Rapaces de Gap
- 2017-2018 :
  - Coupe de France avec les Lions de Lyon
  - trophée Albert-Hassler du meilleur joueur français de la Ligue Magnus

## Statistiques
Pour les significations des abréviations, voir Statistiques du hockey sur glace.

### En club
| Saison    | Équipe                     | Ligue        |                   | Saison régulière  | Saison régulière  | Saison régulière  | Saison régulière  | Saison régulière  |                   | Séries éliminatoires | Séries éliminatoires | Séries éliminatoires | Séries éliminatoires | Séries éliminatoires |
| Saison    | Équipe                     | Ligue        | PJ                | B                 | A                 | Pts               | Pun               | PJ                | B                 | A                    | Pts                  | Pun                  |                      |                      |
| 2005-2006 | Dragons de Rouen           | Ligue Magnus | 2                 | 0                 | 0                 | 0                 | 0                 | -                 | -                 | -                    | -                    | -                    |                      |                      |
| 2006-2007 | Dock's du Havre            | Division 2   | 22                | 5                 | 11                | 16                | 16                | -                 | -                 | -                    | -                    | -                    |                      |                      |
| 2007-2008 | Rapaces de Gap             | Division 1   | 26                | 2                 | 4                 | 6                 | 35                | 4                 | 1                 | 0                    | 1                    | 2                    |                      |                      |
| 2008-2009 | Rapaces de Gap             | Division 1   | 26                | 17                | 22                | 39                | 14                | 6                 | 3                 | 4                    | 7                    | 6                    |                      |                      |
| 2009-2010 | Rapaces de Gap             | Ligue Magnus | 25                | 12                | 11                | 23                | 16                | 2                 | 0                 | 0                    | 0                    | 0                    |                      |                      |
| 2010-2011 | Rapaces de Gap             | Ligue Magnus |                   |                   |                   |                   |                   |                   |                   |                      |                      |                      |                      |                      |
| 2011-2012 | Étoile noire de Strasbourg | Ligue Magnus | 26                | 3                 | 11                | 14                | 20                | 5                 | 1                 | 3                    | 4                    | 2                    |                      |                      |
| 2012-2013 | Étoile noire de Strasbourg | Ligue Magnus | 26                | 10                | 8                 | 18                | 36                | 9                 | 3                 | 6                    | 9                    | 12                   |                      |                      |
| 2013-2014 | Étoile noire de Strasbourg | Ligue Magnus | 24                | 7                 | 8                 | 15                | 12                | -                 | -                 | -                    | -                    | -                    |                      |                      |
| 2014-2015 | Lions de Lyon              | Ligue Magnus | 26                | 10                | 12                | 22                | 18                | 4 rel             | 1                 | 2                    | 3                    | 16                   |                      |                      |
| 2015-2016 | Lions de Lyon              | Ligue Magnus | 26                | 6                 | 8                 | 14                | 6                 | 10 rel            | 3                 | 6                    | 9                    | 6                    |                      |                      |
| 2016-2017 | Lions de Lyon              | Ligue Magnus | 28                | 8                 | 12                | 20                | 12                | 5                 | 0                 | 1                    | 1                    | 0                    |                      |                      |
| 2017-2018 | Lions de Lyon              | Ligue Magnus | 44                | 18                | 40                | 58                | 24                | 6                 | 1                 | 2                    | 3                    | 6                    |                      |                      |
| 2018-2019 | Lions de Lyon              | Ligue Magnus | 44                | 18                | 26                | 44                | 32                | 6 rel             | 3                 | 5                    | 8                    | 14                   |                      |                      |
| 2019-2020 | Rapaces de Gap             | Ligue Magnus | 38                | 7                 | 17                | 24                | 18                | 4                 | 1                 | 0                    | 1                    | 16                   |                      |                      |
| 2020-2021 | Rapaces de Gap             | Ligue Magnus | 23                | 7                 | 15                | 22                | 18                | -                 | -                 | -                    | -                    | -                    |                      |                      |
| 2021-2022 | Rapaces de Gap             | Ligue Magnus | 44                | 14                | 23                | 37                | 27                | 6                 | 1                 | 2                    | 3                    | 4                    |                      |                      |
| 2022-2023 | Rapaces de Gap             | Ligue Magnus | 44                | 17                | 34                | 51                | 18                | 5                 | 2                 | 6                    | 8                    | 8                    |                      |                      |
| 2023-2024 | Rapaces de Gap             | Ligue Magnus | Saison en cours ? | Saison en cours ? | Saison en cours ? | Saison en cours ? | Saison en cours ? | Saison en cours ? | Saison en cours ? | Saison en cours ?    | Saison en cours ?    | Saison en cours ?    |                      |                      |

| Saison    | Équipe                     | Compétition |    | Saison régulière | Saison régulière | Saison régulière | Saison régulière | Saison régulière |   | Séries éliminatoires | Séries éliminatoires | Séries éliminatoires | Séries éliminatoires | Séries éliminatoires |
| Saison    | Équipe                     | Compétition | PJ | B                | A                | Pts              | Pun              | PJ               | B | A                    | Pts                  | Pun                  |                      |                      |
| 2005-2006 | Dragons de Rouen           | CdF         | 2  | 0                | 2                | 2                | 0                | -                | - | -                    | -                    | -                    |                      |                      |
| 2006-2007 | Dock's du Havre            | CdF         | 1  | 0                | 0                | 0                | 2                | -                | - | -                    | -                    | -                    |                      |                      |
| 2007-2008 | Rapaces de Gap             | CdF         | 1  | 0                | 0                | 0                | 0                | -                | - | -                    | -                    | -                    |                      |                      |
| 2007-2008 | Rapaces de Gap             | CdL         | 2  | 0                | 0                | 0                | 0                | -                | - | -                    | -                    | -                    |                      |                      |
| 2008-2009 | Rapaces de Gap             | CdF         | 3  | 3                | 4                | 7                | 2                | -                | - | -                    | -                    | -                    |                      |                      |
| 2008-2009 | Rapaces de Gap             | CdL         | 6  | 1                | 0                | 1                | 2                | -                | - | -                    | -                    | -                    |                      |                      |
| 2009-2010 | Rapaces de Gap             | CdF         | 1  | 0                | 0                | 0                | 2                | -                | - | -                    | -                    | -                    |                      |                      |
| 2009-2010 | Rapaces de Gap             | CdL         | 6  | 2                | 4                | 6                | 4                | -                | - | -                    | -                    | -                    |                      |                      |
| 2010-2011 | Rapaces de Gap             | CdF         | 1  | 1                | 0                | 1                | 2                | -                | - | -                    | -                    | -                    |                      |                      |
| 2010-2011 | Rapaces de Gap             | CdL         | 6  | 1                | 4                | 5                | 2                | -                | - | -                    | -                    | -                    |                      |                      |
| 2011-2012 | Étoile noire de Strasbourg | CdF         | 4  | 0                | 2                | 2                | 8                | -                | - | -                    | -                    | -                    |                      |                      |
| 2011-2012 | Étoile noire de Strasbourg | CdL         | 6  | 4                | 2                | 6                | 0                | -                | - | -                    | -                    | -                    |                      |                      |

### En équipe nationale
| Année | Équipe | Compétition     |   | PJ | B | A | Pts | Pun |
| 2005  | U 18   | CM U18 D1 gr.A  | 5 | 1  | 1 | 2 | 0   |     |
| 2006  | U 18   | CM U18 D1 gr. A | 5 | 1  | 3 | 4 | 10  |     |